# Schizocypris brucei
Schizocypris brucei är en fiskart som beskrevs av Regan, 1914. Schizocypris brucei ingår i släktet Schizocypris och familjen karpfiskar. Inga underarter finns listade i Catalogue of Life.